# Distretto di Nga
Il distretto di Nga è uno dei sette distretti (mueang) della provincia di Oudomxay, nel Laos. Ha come capoluogo la città di Nga.